# Dedublüman
Dedublüman ist eine türkische Alternative-Rock-Band, die im Jahr 2010 gegründet wurde.

## Geschichte
Im Jahr 2017 machte die Band mit ihrem Debüt-Song Gamzedeyim Deva Bulmam auf sich aufmerksam. 
Nachfolgende Singles wie Sakladığın Bir Şeyler Var, Belki, En Dibine Kadar oder Sen Bilmezsin wurden ebenfalls sehr erfolgreich.
Im Laufe der Zeit hat Dedublüman mit türkischen Künstlern wie Aleyna Tilki, Gökçe, Göksel, Cem Adrian oder Şanışer zusammengearbeitet.
In den Jahren 2022 und 2024 gewann die Band jeweils den Altın Kelebek Award in der Kategorie „Beste Musikgruppe“.

## Diskografie

### EPs
- 2022: Akustik
- 2025: Taş

### Singles
- 2017: Gamzedeyim Deva Bulmam (mit Çağrı Çelik)
- 2019: Yok
- 2020: Merdiven
- 2020: Yetemedim
- 2020: Öyle Ki
- 2020: Kimseye Etmem Şikayet (mit Çağrı Çelik)
- 2020: Fikrimin İnce Gülü (mit Çağrı Çelik)
- 2020: Ah Bir Ataş Ver
- 2021: Çözemezsin
- 2021: Sakladığın Bir Şeyler Var
- 2021: Depresyondayım
- 2022: Geçmesin Günümüz
- 2022: Bir İhtimal Halim
- 2022: Belki
- 2022: En Dibine Kadar
- 2023: Firuze
- 2023: Ben Kimim (mit Şanışer)
- 2023: Günü Gelir
- 2023: Rüya Gibi (mit Mavzer Tabancas)
- 2024: Kader Utansın (mit Gökçe)
- 2024: Sen Bilmezsin
- 2024: Aşk (mit Cem Adrian)
- 2024: Sevince (mit Anıl Şallıel)
- 2024: Bunca Yıl (mit Can Kazaz)
- 2024: Sana Güvenmiyorum (mit Aleyna Tilki)
- 2024: Cümlenin Sonu (mit Mavzer Tabancas)
- 2025: Karar Verdim (mit Göksel)
- 2025: Düğün

Quelle:

## Auszeichnungen
- 2022: Altın Kelebek Award in der Kategorie Beste Musikgruppe
- 2024: Altın Kelebek Award in der Kategorie Beste Musikgruppe